# Фахверк

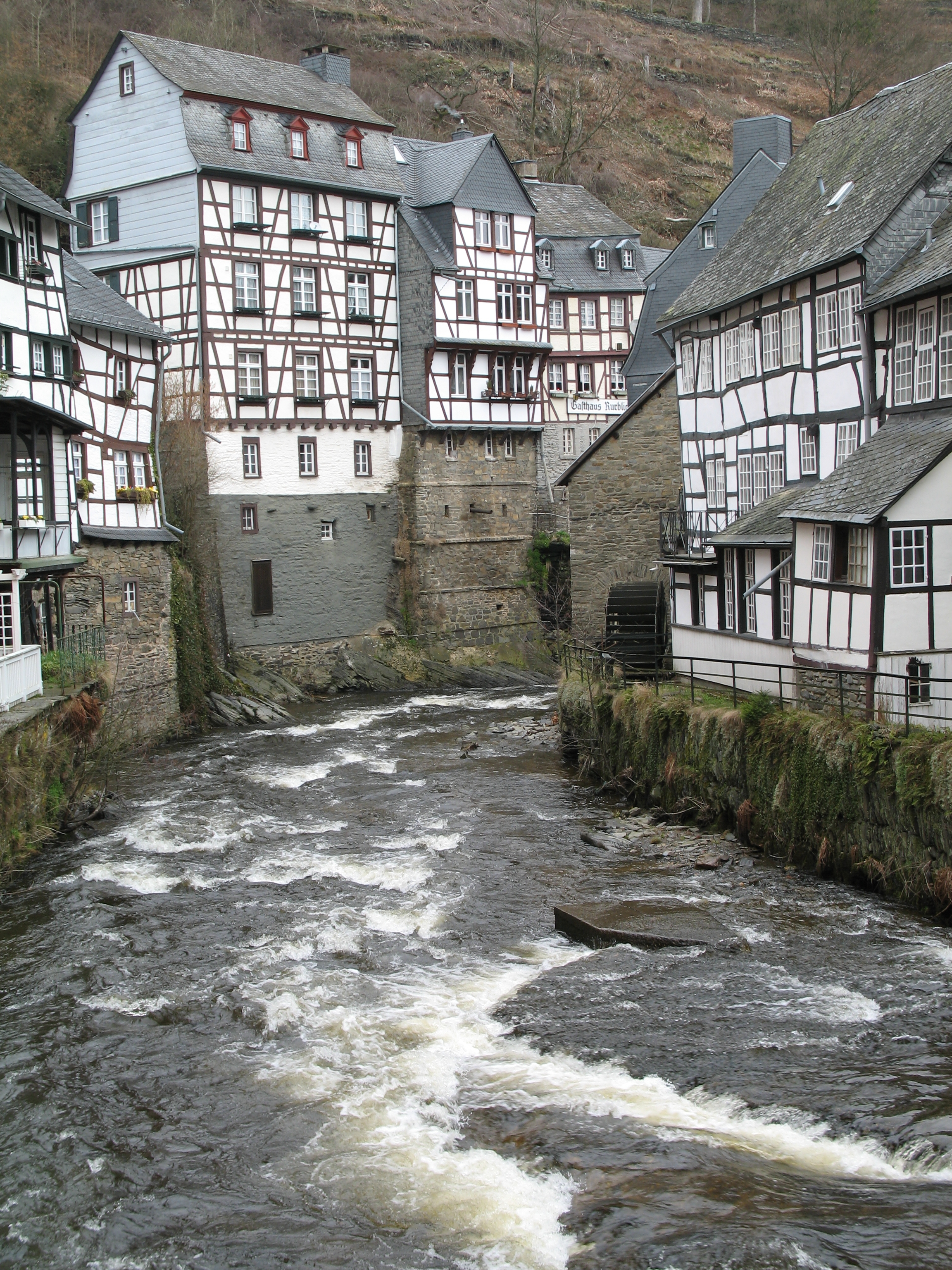
Фахверковые дома в Моншау, Германия

Фахве́рк (нем. Fachwerk, от Fach — ящик, секция, панель и Werk — работа) — «ящичная работа», каркасная конструкция, типичная для крестьянской архитектуры многих стран Центральной и Северной Европы. Другое название: «прусская стена» (пол. mur pruski). В отдельных случаях фахверк рассматривают в качестве разновидности флехтверка («плетёной работы»). Представляет собой каркас, образованный системой горизонтальных и вертикальных деревянных брусьев и раскосов с заполнением промежутков камнем, кирпичом, глиной (саманом) и другими материалами.
Наряду с несущими конструкциями: каркасными стойками, горизонтальными балками межэтажных перекрытий и укрепляющими раскосами, фахверк играет декоративную роль, экономит строительный материал и имеет зрительное, тектоническое значение. Подобно классическому архитектурному ордеру он происходит от строительной конструкции, но в совершенном виде только изображает её на поверхности стены. Конструктивные элементы фахверка в процессе развития постепенно преображались в своеобразный орнамент, что усиливается двуцветной окраской. По торцам несущих балок, выходящих на поверхность стены, можно судить о внутренней конструкции здания. Стена при этом, за исключением угловых опор, не является несущей.

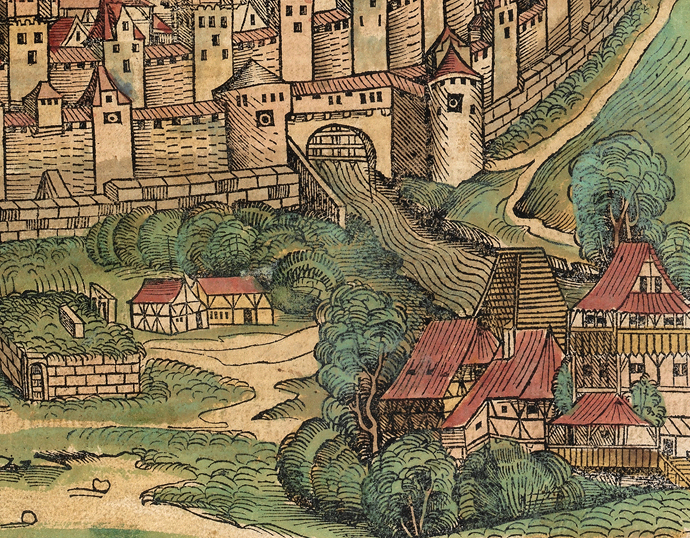
Фахверковые строения бумажной фабрики близ Нюрнберга. Ксилография из «Нюрнбергской хроники» (1493)

## История

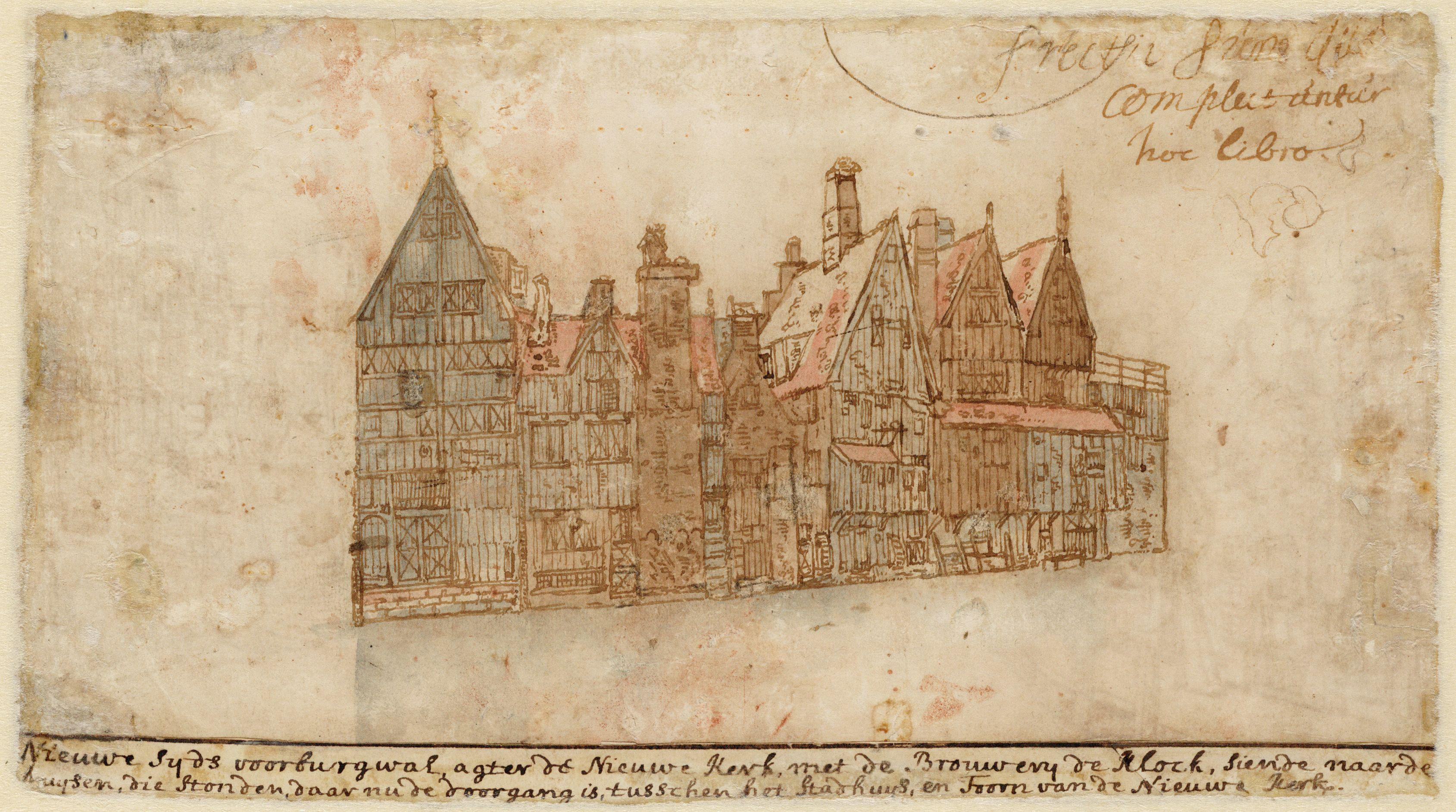
Фахверковый дом в Амстердаме. Рис. Класа Янсона Висхера. 1608—1625 гг.

Фахверковые приёмы строительства возникли в результате переосмысления техники возведения укреплений древними римлянами на землях покорённых ими франков и галлов. Галло-римские строители сколачивали деревянный каркас, затем заполняли его камнем или кирпичом с цементным раствором подобно «римскому бетону», причём вертикальные стойки, подкосы и горизонтальные брусья не маскировали, а выводили на поверхность стены. Кладку белили известью с мелом, а каркас оставляли тёмным, естественного цвета дерева. Это создавало своеобразный узор: конструкция превращалась в декоративный мотив.
Каркасный фундамент и несущие межэтажные перекрытия из перекрещивающихся под прямым углом балок называют ростверком (нем. Rost — решётка и Werk — работа) или герсой (пол. hersa — борона, решётка). Каркасные дома строили везде, где произрастали леса и было достаточно глины, но ощущался недостаток строительного камня, или он был слишком дорог. Жилые дома такого типа строили в X—XI веках, а к XVI веку плотницкое мастерство достигло маньеристической стадии. В некоторых домах Верхней Саксонии или Южной Англии фахверковые дома приобретали особенно изысканный вид: строители соревновались в создании самых сложных узоров.
Постепенное накопление опыта строительства, повышение мастерства плотников (чему немало способствовало развитие кораблестроения), а также стремление к экономии древесины и другие факторы привели к широкому распространению в Нидерландах, Саксонии, Пруссии, Франции, Чехии и Моравии фахверкового метода строительства. Богатые горожане заполняли межкаркасное пространство деревянными резными панелями. Наибольшее применение резных украшений относится к концу XVI — началу XVII века.
Все подобные технологии, включая глинобитные, каркасные, свайные постройки и фахверковые дома, позднее получили общее название Post & Beam — «стоечно-балочные». Однако часто термином «фахверк» обозначают любые стоечно-балочные конструкции и здания. Поскольку фахверк использовали в основном в жилых и хозяйственных постройках, эта традиция успешно сосуществовала и развивалась вместе с романской и готической архитектурой представительных зданий и городских соборов, а также бюргерским стилем хайматкунст.

## Конструкция этажных выступов
В домах фахверкового типа распространены этажные выступы: этажи выступают вперед один над другим. Увеличение жилой площади при этом весьма незначительно (выступы редко достигают полуметра). Причина заключается в том, что фронтонная стена с большим количеством окон, имея наибольшую высоту по сравнению с боковыми, более всего подвержена воздействию осадков. Строя из дерева, материала, имеющего острую необходимость в защите от губительной влаги, средневековые зодчие стали использовать технику выступов, благодаря которой дождевая вода, попадая на фасад, стекала не с этажа на этаж и на фундамент, а непосредственно на землю. Такая техника защиты деревянных строений, согласно историческим исследованиям, была известна ещё древним грекам. Боковые стены из-за плотного (в городах) прилегания друг к другу домов и, часто не имеющие окон, особой нужды в защите не испытывали и сооружались обычным способом. Стремление защитить фасад от чрезмерной влаги в северных странах постепенно привело к использованию балконов и эркеров.

## Заполнение стен
Самым доступным и наиболее часто использовавшимся в качестве заполнителя фахверковых стен был глиняный саман. Глину смешивали с соломой или камышом, чтобы та не трескалась и не распадалась на отдельные куски. Чтобы саман держался в стене и не выпадал, под него готовили плетёное основание из тонких веток, которые вставляли в заранее сделанные пазы внутри фахверковых полей. В результате высыхания глины образуются щели между заполнением и элементами каркаса. Эти щели раньше заделывались шерстью, смешанной с известью, а в современных условиях строительства их можно зашпатлевать. Затем поверхность самана штукатурили известковым раствором заподлицо с деревянным каркасом и по необходимости окрашивали.
Также каркас заполняют глиняным кирпичом, как обожжённым, так и сырцом, с последующим оштукатуриванием или без него (сырец штукатурят). Применяют обычную или декоративную кладки — по выбору. Старинный способ крепления кирпича к каркасу заключался в использовании трёхгранных реек, прикреплённых к внутренним поверхностям каркаса. В крайних кирпичах вырезается паз под рейку. Более простой и современный способ предполагает применение плоских металлических анкеров. В обоих случаях после трёх-четырёх рядов кирпичей кладку армируют по всей длине. Менее популярно заполнение натуральным камнем. Стены с каменным заполнением красивы, прочны, но тяжелы и хуже держат тепло.

## Преимущества и недостатки

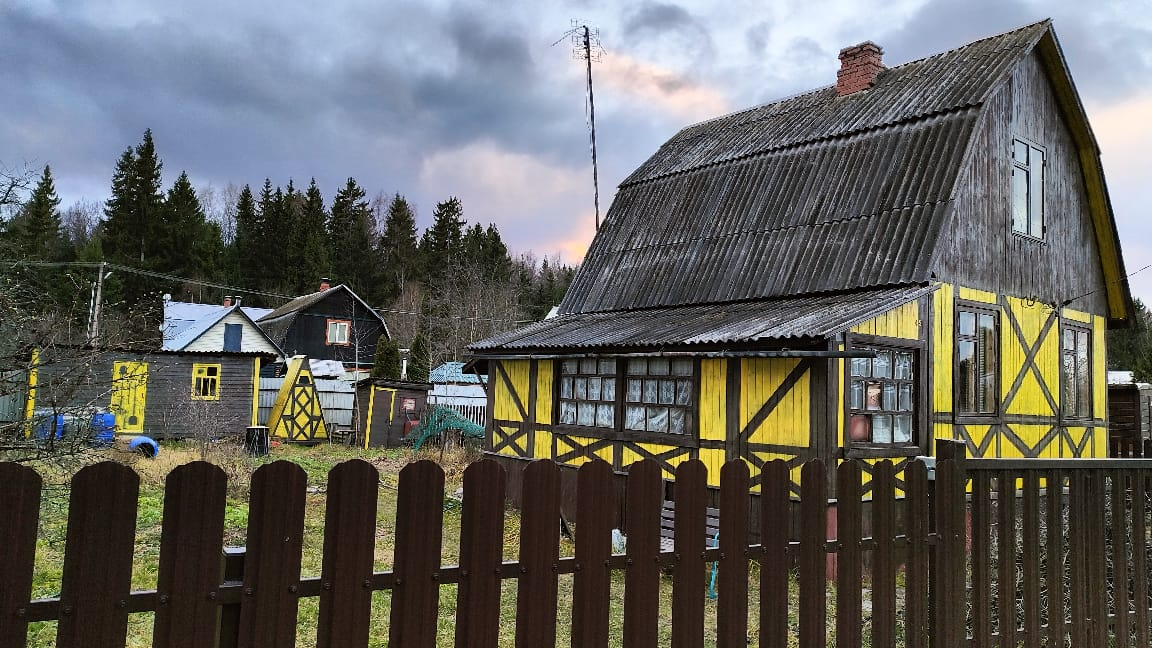
Дачный домик в стиле фахверк

Технология возведения фахверк-домов имеет все преимущества, свойственные каркасной технологии:
- Высокая энергоэффективность дома;
- Быстрое возведение здания;
- Комфортные условия проживания;
- Длительный срок службы дома;
- Относительно невысокая стоимость возведения дома;
- Низкие затраты по эксплуатации дома;
- Хорошая ремонтопригодность фахверкового дома.

Недостатки те же, что характерны для каркасных домов:
- Подверженность деревянных конструкций воздействию грибка и плесени;
- Опасность возгорания деревянных конструкций;
- Необходимость принудительной вентиляции.